# Judita Bavorská (925–985)
Judita Bavorská (925 – 29. června 985, Řezno) byla bavorská vévodkyně, jedna z nejvýznamnějších ženských postav bavorských středověkých politických dějin.

## Biografie

### Původ, mládí
Narodila se jako nejstarší dcera bavorského vévody Arnulfa zvaného „Zlý“ a jeho manželky Jitky Furlanské.

### Manželství, potomci
Juditiným manželem se stal bavorský vévoda Jindřich I. († 955), mladší bratr prvního císaře Svaté říše římské Oty I. Velikého. Tímto sňatkem byla posílena sounáležitost bavorského vévodství s vznikajícím Německým královstvím.
Byla matkou nejen Jindřicha II. Svárlivého, jehož byla po manželově smrti v roce 955 regentkou celé jedno desetiletí, než dosáhl věku 14 let, ale také Hedviky Švábské, která se již v 15 letech stala švábskou vévodkyní, a Gerbergy, abatyše kláštera Gandersheim.

### Sklonek života, smrt
Po pouti do Svaté země žila od roku 974 v klášteře Niedermünster v Řezně. Zde také byla po své smrti v roce 985 pohřbena, stejně jako již dříve její manžel († 955).